# Plofkoffer

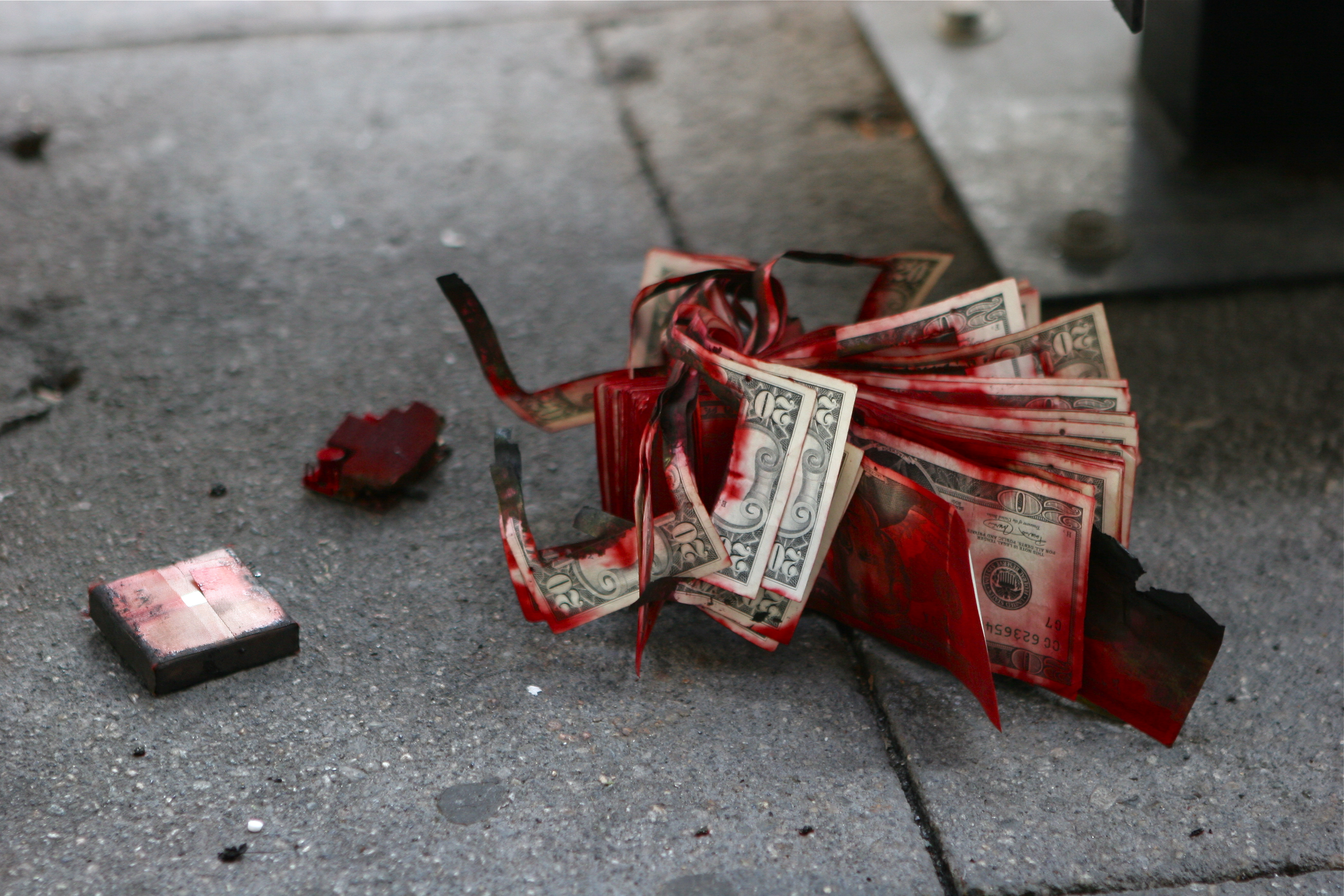
Rood gekleurde bankbiljetten uit een plofkoffer die zijn werk gedaan heeft

Een plofkoffer of intelligente waardetransportkoffer is een koffer die de inhoud (meestal papiergeld, soms andere waardepapieren), onbruikbaar maakt als de koffer op een gewelddadige of oneigenlijke manier wordt geopend of wanneer deze op afstand of na verloop van een bepaalde periode geactiveerd wordt, bijvoorbeeld na ontvreemding.
Hierdoor is het voor een dief onaantrekkelijk om waardetransporten te overvallen.
Meestal wordt de inhoud besmeurd met onuitwisbare inkt. Andere verminkingsmethodes komen ook voor zoals pyrotechniek.
Vooral geldtransportmaatschappijen maken gebruik van plofkoffers. 2 types koffers kunnen daarbij onderscheiden worden:
- plofkoffers die losse bankbiljetten vervoeren waarbij het ontwaardingssysteem in de koffer ingewerkt is
- Met een ontwaarding-systeem beveiligde ATM-cassettes voor geldautomaten. Deze cassettes worden vervoerd in een specifiek type koffer dat geen beschermingssysteem heeft maar bij een aanval of diefstal wel het signaal geeft aan de ATM-cassette om zich te activeren.

Systemen die gebruikt worden door erkende transporteurs moeten vaak gehomologeerd worden.
Minder geperfectioneerde systemen gestoeld op inktpatronen worden soms gebruikt door particulieren en individuele bankmedewerkers.
Komen de besmeurde of beschadigde biljetten weer in bezit van de rechthebbende en kan men aantonen wat er gebeurd is, dan zal de uitgevende bank de biljetten omruilen.

## Impact op overvallen
Na een groot aantal overvallen op geldtransporten in de jaren 1990 werd de plofkoffer in België wettelijk verplicht voor alle geldtransporten. Vanaf dan daalde het aantal overvallen drastisch.
De laatste jaren verschoof het geweld evenwel richting geldautomaten aan de hand van de zogenaamde plofkraken.

## Andere beschermingssystemen
Naast plofkoffers worden ook andere systemen gebruikt om overvallen of diefstallen af te raden:
- Inktpatronen die zich in namaak-biljettenbundels bevinden en nadat ze uit het bankkantoor ontvreemd zijn, geactiveerd worden
- Kledij kan voorzien worden van een label dat bij verkoop door de caissière verwijderd wordt. Wordt het label met geweld verwijderd, dan wordt het kledingstuk met verf besmeurd.